# Sport de force
« Homme fort » redirige ici. Pour les autres significations, voir Homme fort (hockey sur glace).
Pour les articles homonymes, voir Hercule (homonymie).

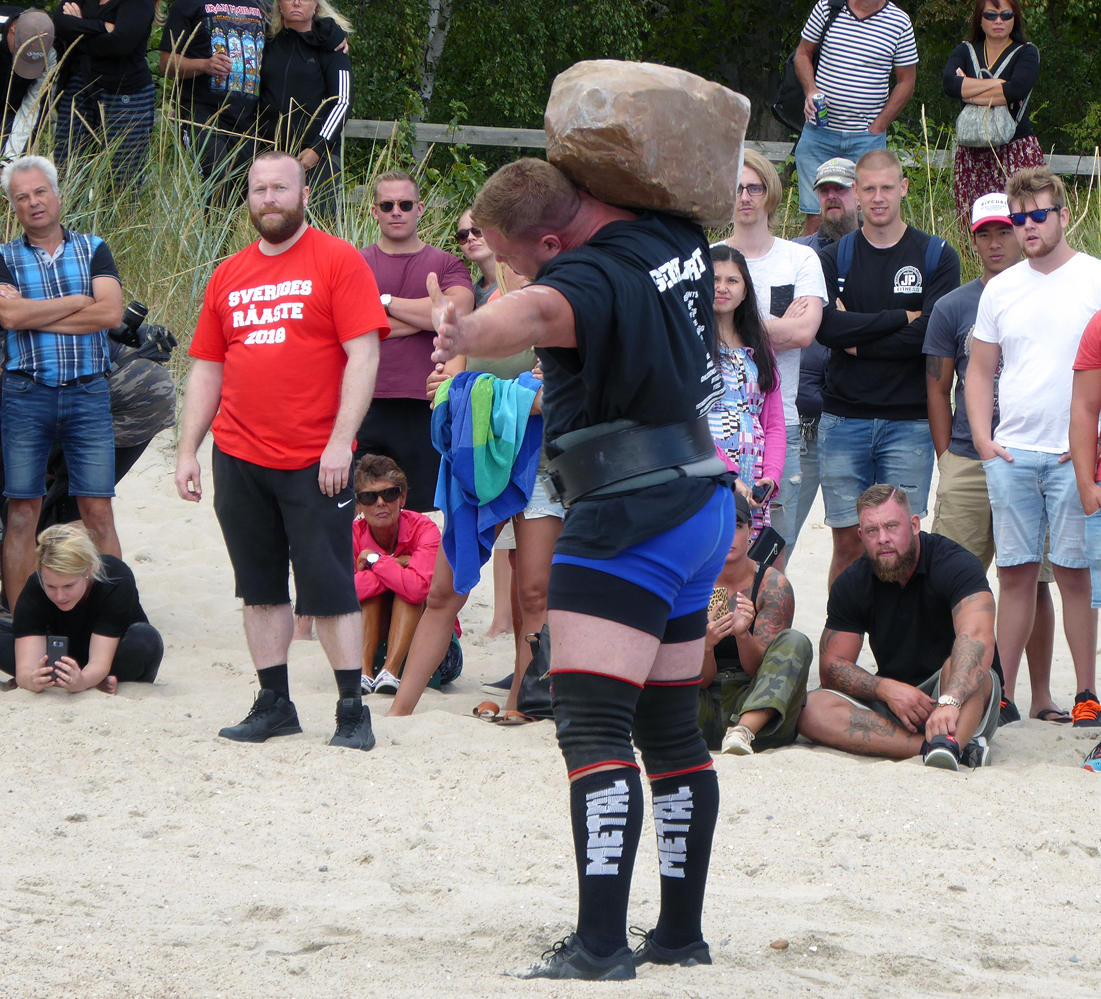
Pierre naturelle de 165 kg portée sur l'épaule.

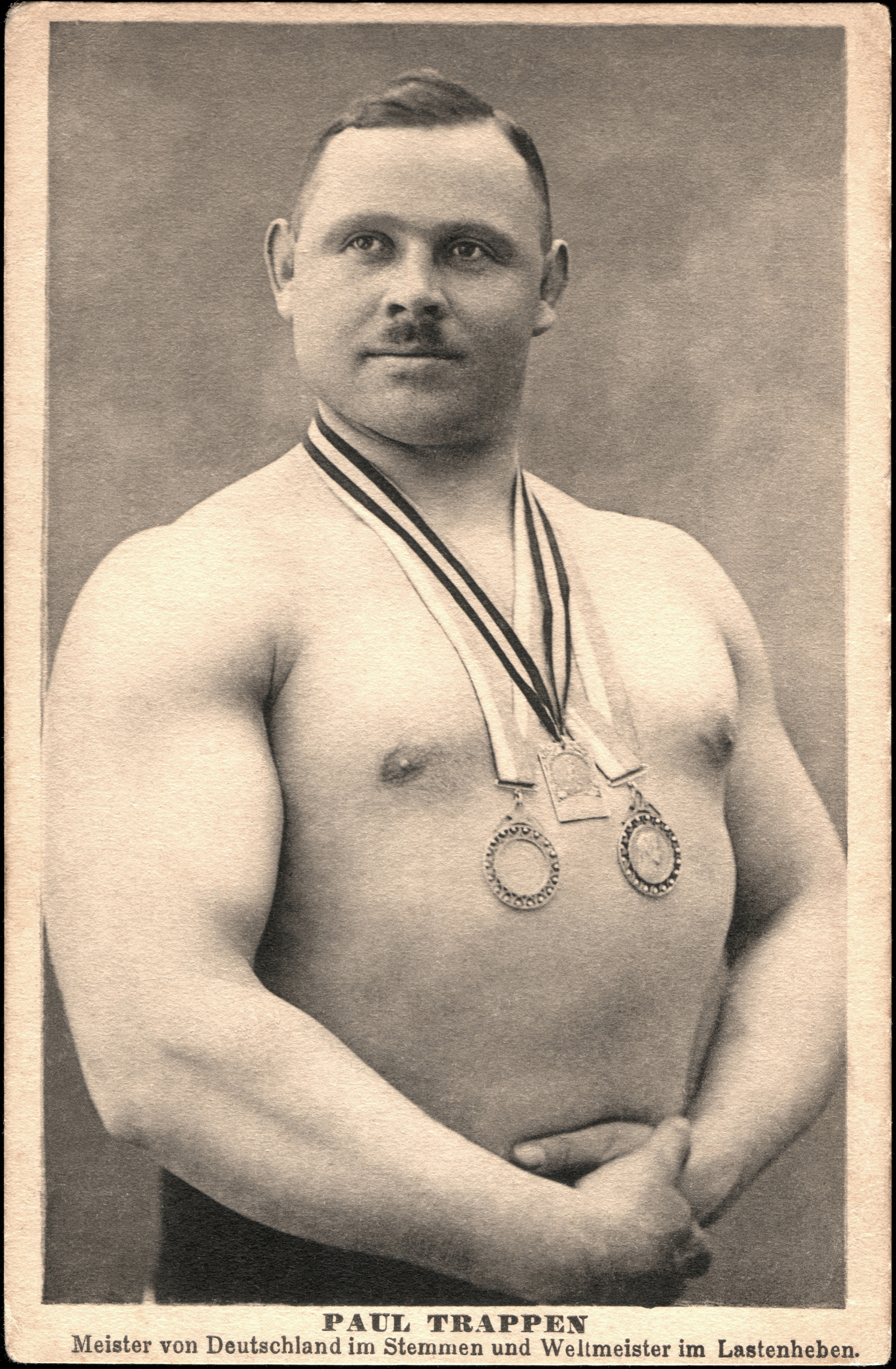
Paul Trappen, l'homme le plus fort du monde en 1915.

Un sport de force est une activité physique, souvent compétitive, qui est constituée d'une ou plusieurs épreuves basées sur la force des candidats, ces derniers étant généralement qualifiés d'hommes forts et de femmes fortes. Les termes d'hercule ou d'hercule de foire sont également utilisés pour certains spectacles mettant en scène des personnes dotées d'une grande force.

## Histoire
De traditions immémoriales un peu partout dans le monde, comme dans ces pays réputés pour leurs hommes forts (Pays basque, Écosse, Canada), ces épreuves prolongent de nos jours les traditionnels « concours de villages », connus sous les termes modernes de force basque, ou Highland games.
Les premières compétitions officielles datent principalement du XIXe siècle, et ont consacré des exploits fameux dans la légende, comme ceux du Canadien français Louis Cyr. La compétition internationale Fortissimus lui rend hommage au Canada. Des femmes se sont aussi démarquées dans la discipline, comme la Canadienne française Marie Sirois.
Le concours le plus connu est The World's Strongest Man (L'Homme le plus fort au monde), créé en 1977, qui décerne chaque année le titre de l'homme le plus fort du monde, après une multitude d'épreuves de force aussi extrêmes que spectaculaires.